# Liste des maires de Nice

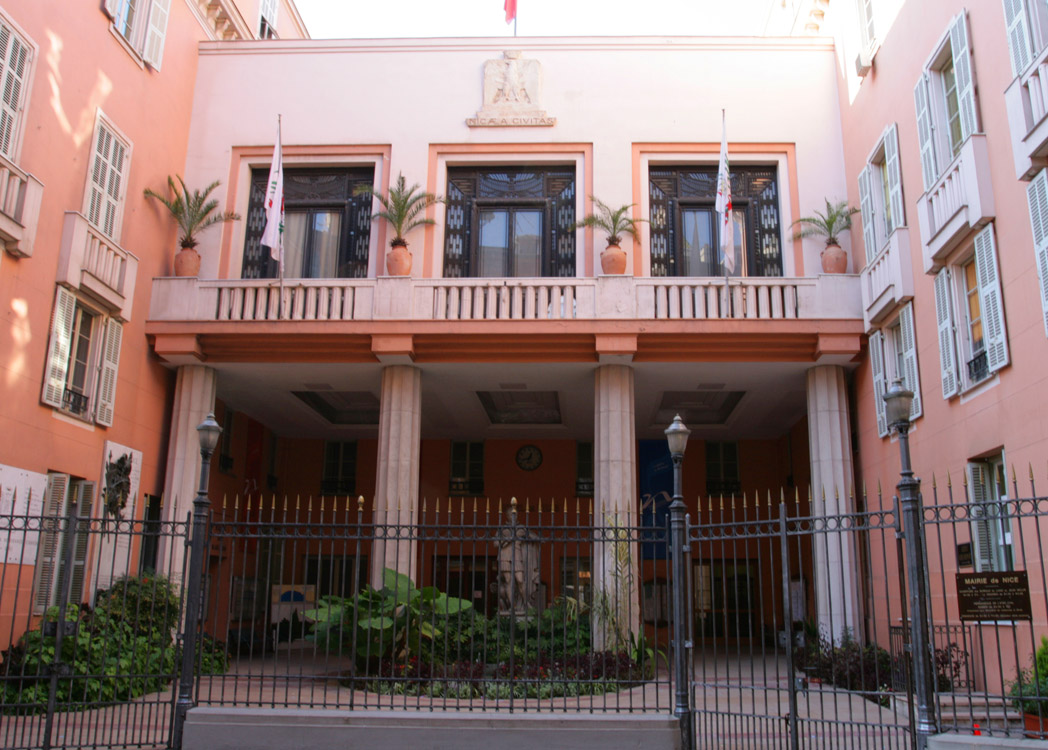
L'hôtel de ville de Nice.

Liste des maires de Nice de 1792 à nos jours :

## Ancien régime
Au Xe siècle, Guillaume le Libérateur après avoir vaincu les Maures à la bataille de Tourtour, distribue les terres reconquises terra nullius à ses compagnons d'armes et vassaux. La région niçoise revient à Annon puis par ses descendants la famille de Nice-Orange qui prennent le titre de Vicomte de Nice. À partir de 1108, la ville cherche à se détacher de son régime féodal et se dote vers 1144 d'un consulat :

### XIIesiècle
- Guillaume d'Orange - Raimbaud - Laugieri (Laugier?) - Guillaume Assalit[N 1],[2] (1109)
- Guillaume Badat[3] (1144)
- Paul Raimbaud – Raimond Serena – Guillaume Ricard (1146 (I))
- Raimond de Fréjus – Pierre Bernard – Guillaume Chabaud (1146 (II))
- Pierre Raimbaud – Pierre Bermond – Pierre Audebrand – Raimond Serena (vers 1147)
- Raimond Ausan – Raimond Astenc – Raimond Raimbaud – Pierre Ricard (vers 1150 )
- Guillaume Raimbaud – Bernard – Guillaume Roux – Olivier Mairona (1151)
- Raimond Serena – Foulque Badat – Francon Raimbaud – Foulque Ugoleni (1152)
- Raimbaud judex – Pierre Raimbaud – Francon Raimbaud – Pons Gisbern (1156)
- Foulque Badat – Pierre Ricard – Pierre Audebrand – Guillaume Roux[4] (1157)
- Guillaume Raimbaud – Pierre Ricard – Bernard Ausan – Pierre Ermenaldi (1159)
- Fulcon Badat[3] - ? - ? - ? (1160)
- Raimond Serena – Guillaume Travaca – Guillaume Riquier – Foulque Badat (1164)
- Foulque Astenc – Pierre Ricard – Bertrand Chabaud – Guigue Ricard (1164)
- Pierre Riquier – Bertrand Badat (1176)[5]
- Raimond Raimbaud – Raimond Chabaud – Pierre Badat – Bertrand Ricard (1177)
- Pierre Ricard – Guigue Ricard – Foulque Bernard[N 2] (1184)
- Pierre Riquier – Pierre Badat – Pierre Meriaut – Caras – Bertrand Badat – Guillaume Raimbaud (1189)
- Guillaume Mil[on] – Etienne Badat – Raimond Audebrand – Obert Guiraud (1193)

### XIIIesiècle
- Guillaume Rai[m]baud – Milon Badat – Etienne Badat – Guillaume Bermond (1205)
- Milon (ou Miro[n][6]) Badat – Guillaume Bermond – Pierre Chabaud – Rostang Guillaume[6] (1210)
- Milon (ou Miro[n][6]) Badat[3] - ? - ? - ? (1215)
- Fulcon Badat[3] - ? - ? - ? (1227)
- Milon (ou Miron) Badat[6] - Foulque Badat – Raimond Audebrand (1229)
- Eugène Badat[3] - ? - ? - ? (1246)
- Raymond Riquier (consul de Nice? Ou de Sisteron?)[7] - ? - ? - ? (1286)
- Guillaume Peleti[8] - ? - ? - ? (1288)

### XIVesiècle
- ? - François Badat[3] - ? - ? (1305)
- Pons Pauli[9] (ou Poli)[10] - ? - ? - ? (1306)
- Raymond de Blacas[11] - ? - ? - ? (1341)
- Jacques Galliani[12],[13] - ? - ? - ? (1351)
- Jacques Galliani[12],[13] - ? - ? - ? (1357)
- Raymond Blac(c)as (d'Eze/d'Eza) - Jacques Gal(l)ean - Raymond Marquesan (ou Marchésan) - Marin Cairasco (ou Marius de Chiérasque) (Fin 1357? 1358?)[14],[15],[16]
- Raymond de Blacas[11] - ? - ? - ? (1360)
- André Badat[3] - ? - ? - ? (1370)
- Jacques Galliani[12],[13] - ? - ? - ? (1371)
- Antoine Badat[3] - ? - ? - ? (1375)
- André Badat[3] - ? - ? - ? (1384)

### XVesiècle
- ? - Ludovic Badat[3] - ? - ? (1414)
- Raymond Blacas[17] - Antoine Papachino - Jacques de Cherasco[18] (1420) (Avec François Tobia comme jurisconsulte[18]?)
- ? - Ludovic Badat[3] - ? - ? (1425)
- Bertrand Riquieri - François de Berre - Ludovic de Marseille - Ludovic Jaufré[18],[19] (1432)
- Cyprien Ronquillonio - Philibert de Berre - Guillaume Paulo - Antoine Gati[20] (1434)
- Pierre Badat[3] - ? - ? - ? (1449)
- ? - Jacques II Galleani[12] - ? - ? (1454)
- Pierre Badat[3] - ? - ? - ? (1455)
- ? - ? - Humbert Galliani[12] - ? (1456)
- Pierre Badat[3] - ? - ? - ? (1460)
- Antoine Tonduti[21] - ? - ? - ? (1463)
- ? - Humbert Galliani[12] - ? - ? (1469)
- ? - ? - Jacques II Galleani[12] - ? (1473)
- François Caïs - Mathieu Marchésan - Obert Galean (ou Humbert Galliani)[22],[12] - ? (1478)
- Claude de Berre - Pierre Brandis - Honoré Charles - Léon Barralis[22] - (1480)
- Jacques II Galleani[12] - ? - ? - ? (1485)
- Bertrand Riquieri - Ludovic Armano - Léance Barralis - Jacques Cavallier[18] (1488)
- Honoré de Lascaris-du Castellar[23] - ? - ? - ? (1497)

### XVIesiècle
- Honoré de Lascaris-du Castellar[23] - ? - ? - ? (1500)
- Honoré de Lascaris-du Castellar[23] - ? - ? - ? (1501)
- Honoré de Lascaris-du Castellar[23] - ? - ? - ? (1508)
- Etienne de Lascaris-du Castellar[23] - ? - ? - ? (1512)
- Jean Tonduti[21] - ? - ? - ? (1518)
- Jean Gallian - ? - ? - ? (1525)
- Jean Tonduti[21] - ? - ? - ? (1540)
- ? - Barthélemy Galléan[12] (nombre consul inconnu) - ? - ? (1543)
- ? - Jean-André Tonduti[21] (nombre consul inconnu) - ? - ? (1570)
- Pierre Jean Galléan[12] - ? - ? - ? (1577)
- Pierre Jean Galléan[12] - ? - ? - ? (1580)
- Vincent Caissotti[24] - ? - ? - ? (1588)
- Pierre Jean Galléan[12] - ? - ? - ? (1590)
- Pierre Jean Galléan[12] - ? - ? - ? (1598)

### XVIIesiècle
- André Gallian[12] (ou Galléani-Doria)[13] - ? - ? - ? (1603)
- Gaspard Grimaldi[25] - ? - ? - ? (1614)
- Marc-Antoine Galléan[12] - ? - ? - ? (1619)
- François (Lascaris-Vintimille?)[23] - ? - ? - ? (1625)
- Lazare Galléan[12] - ? - ? - ? (1650)
- Jean-Paul Lascaris-Vintimille du Castellar[23] - ? - ? - ? (1670)
- André Galliani[12],[26] (1675)
- Jérôme Marcel Galléan - ? - ? - ? (1682)
- Philippe-Emmanuel Grimaldi[27] - ? - ? - ? (1682)
- Jean-Paul Lascaris-Vintimille du Castellar[23] - ? - ? - ? (1687)
- Jean-Paul Lascaris-Vintimille du Castellar[23] - ? - ? - ? (1688)
- Philippe-Emmanuel Grimaldi[27] - ? - ? - ? (1692)
- François-Gaétan Lascaris-Vintimille[23] - ? - ? - ? (1698)
- Marcel François (Caissotti?)[28] - ? - ? - ? (1699)

### XVIIIesiècle
- Charles-Antoine (Lascaris-Vintimille?)[23] - ? - ? - ? (1713)
- Pierre (Caissotti?)[28] - ? - ? - ? (1727)
- Marcel François (Caissotti?)[28] - ? - ? - ? (1737)
- Charles Garin[13] - ? - ? - ? (1752)
- Joseph-François Ricci[24] - ? - ? - ? (1741)
- Jean-Paul-Augustin Lascaris-Vintimille[23] - ? - ? - ? (1757)
- Joseph-Marie-Pierre-Jean Grimaldi de Sauze[27] - ? - ? - ? (1761)
- Jean-Paul-Augustin Lascaris-Vintimille[23] - ? - ? - ? (1765)
- Joseph-Marie-Pierre-Jean Grimaldi de Sauze[27] - ? - ? - ? (1768)
- Joseph-Marie-Pierre-Jean Grimaldi de Sauze[27] - ? - ? - ? (1777)

## Révolution, Consulat et Empire
En 1792, la ville, qui appartient au royaume de Piémont-Sardaigne, est prise par les armées révolutionnaires et annexée à la France en 1793.
- Le Seurre, octobre 1792.
- Joseph-Ignace Giacobi, octobre 1792 - décembre 1792.
- Jacques-Alexandre Pauliani, décembre 1792 - mars 1794.
- Commission municipale, mars 1794 - février 1795.
- Jacques-Alexandre Pauliani, février 1795 - février 1796.
- André Chabaud, février 1796 - mars 1797.
- Jacques-Alexandre Pauliani, mars 1797 - septembre 1797.
- André Chabaud, septembre 1797 - juillet 1800.
- Augustin Balmossiere-Chartroux, juillet 1800 - janvier 1801.
- André Masséna, janvier 1801 - mars 1801.
- François Paulian, mars 1801 - mai 1802.
- Jean-François Defly, mai 1802 - avril 1804.
- Louis Romey, avril 1804 - mai 1808.
- François de Orestis, mai 1808 - mars 1813.
- Caissotti-Roubion, mars 1813 - 1814.

## De 1814 à 1848
En 1814, la ville est rendue au royaume de Piémont-Sardaigne. Elle est dès lors dirigée par un consul.
- Ermenegilde Audiberti de Saint-Étienne, comte, de 1814 à 1815.
- Raymond Garin de Cocconato, comte, de 1815 à 1816[13].
- Amédée Achiardi de Saint-Léger, comte, de 1816 à 1817.
- Emile Cacciardi, baron, de 1817 à 1818.
- Agapit Caissotti de Roubion, comte, de 1818 à 1820.
- Hippolyte Caïs de Pierlas, comte, de 1820 à 1821.
- Raymond Garin de Cocconato, comte, de 1821 à 1823[13].
- Louis Saissi de Châteauneuf, de 1823 à 1824.
- Alli Maccarani, marquis, de 1824 à 1825.
- Victor Caravadossi du Toët, de 1825 à 1826.
- Louis Ratti, chevalier, de 1826 à 1827.
- Amédée Achiardi de Saint-Léger, comte, de 1827 à 1828.
- Louis Ongran, comte, de 1828 à 1829.
- Jules Caravadossi du Toët, baron, de 1829 à 1830.
- Pierre-Joseph Arson, Commandeur, de 1830 à 1831.
- Louis Passeron, baron, de 1831 à 1832.
- Louis-Alexandre Saissi de Châteauneuf, comte, de 1832 à 1835.
- Agapit Caissotti de Roubion, comte, de 1835 à 1838.
- Amédée Achiardi de Saint-Léger, comte, de 1838 à 1841.
- Henri Audiberti de Saint-Étienne, comte, de 1841 à 1844.
- Caravadossi du Toët, comte d'Aspremont, de 1844 à 1847.
- Henri Audiberti de Saint-Étienne, comte, de 1847 à 1848.

## De 1848 à 1860
En 1848, le royaume de Piémont-Sardaigne adopte le Statuto. La ville est alors dirigée par un syndic (sèndegue en niçois, sindaco en italien), élu au suffrage censitaire.
- Domenico Galli (Dominique Galli), avocat, de 1848 à 1853.
- Adriano Barralis (Adrien Barralis), notaire, de 1853 à 1857.
- Francesco Malaussena (François Malausséna), avocat, de 1857 à 1860.

## Second Empire (1860-1870)
En 1860, la ville est annexée à la France par Napoléon III. François Malausséna, syndic sortant de la ville, est nommé maire.
| N° | Nom | Nom                 | Parti        | Début du mandat | Fin du mandat    |
| -- | --- | ------------------- | ------------ | --------------- | ---------------- |
| 1  |     | François Malausséna | Bonapartiste | 25 juin 1860    | 4 septembre 1870 |

## Troisième République (1870-1940)
À la suite de la chute du Second Empire et de la démission de François Malausséna, les autorités craignent une offensive du parti italien. Le préfet Pierre Baragnon se charge alors de nommer le maire. Il choisit Louis Piccon, mais demande peu après sa démission. S'ensuit une période où la ville est dirigée par une commission municipale présidée d'abord par le préfet lui-même et dont le vice-président est Pacifique Cléricy. Le préfet Marc Dufraisse nomme une nouvelle commission municipale le 15 novembre 1870 dont le baron Joseph Elisi de Saint-Albert prend la présidence. Jean Draghi lui succède le 22 mars 1871 (ou 10 février 1871 selon les sources).
Du 14 août au 11 octobre 1896, entre les mandats de François Alziary de Malausséna et d'Honoré Sauvan, la ville est dirigée par une délégation spéciale nommée par le préfet et présidée par Emile Aubé, ingénieur en chef des Ponts et Chaussées (Base Léonore, dossier Aubé Emile).
| N° | Nom | Nom                                  | Parti                                                 | Début du mandat   | Fin du mandat     |
| -- | --- | ------------------------------------ | ----------------------------------------------------- | ----------------- | ----------------- |
| 2  |     | Louis Piccon                         | Républicain modéré[réf. nécessaire]                   | 11 septembre 1870 | 25 septembre 1870 |
| 3  |     | Auguste Raynaud                      | Républicain modéré                                    | 30 avril 1871     | 6 janvier 1878    |
| 4  |     | Alfred Borriglione                   | Républicain modéré                                    | 29 janvier 1878   | 9 mai 1886        |
| 5  |     | Jules Gilly                          | Républicain modéré[réf. nécessaire]                   | 30 mai 1886       | 10 novembre 1886  |
| 6  |     | François Régis Alziari de Malaussène | Républicain modéré[réf. nécessaire]                   | 10 novembre 1886  | 10 mai 1896       |
| 7  |     | Honoré Sauvan                        | Républicain modéré puis DVG[réf. nécessaire]          | 11 mai 1896       | 12 mai 1912       |
| 8  |     | François Goiran                      | SE                                                    | 11 mai 1912       | 12 décembre 1919  |
| 7  |     | Honoré Sauvan                        | DVG[réf. nécessaire]                                  | 16 décembre 1919  | 18 janvier 1922   |
| 9  |     | Pierre Gautier                       | PRDS                                                  | 18 février 1922   | 23 avril 1927     |
| 10 |     | Alexandre Mari                       | DVG[réf. nécessaire]                                  | 23 avril 1927     | 15 octobre 1928   |
| 11 |     | Jean Médecin                         | RI (jusqu'en 1936 ; à partir de 1939) PPF (1936-1939) | 16 décembre 1928  | 10 juillet 1940   |

## Régime de Vichy (1940-1944)
| N° | Nom | Nom          | Parti | Début du mandat | Fin du mandat      |
| -- | --- | ------------ | ----- | --------------- | ------------------ |
| 11 |     | Jean Médecin | RI    | 10 juillet 1940 | 1er septembre 1944 |

## GPRF et Quatrième République (1944-1958)
Du 2 au 19 septembre 1944, la ville est dirigée par une délégation spéciale présidée par Hector Cendo, un fonctionnaire de la préfecture, puis par Virgile Barel (PCF) du 19 septembre 1944 au 18 mai 1945.
| N° | Nom | Nom           | Parti | Début du mandat | Fin du mandat   |
| -- | --- | ------------- | ----- | --------------- | --------------- |
| 12 |     | Jacques Cotta | SFIO  | 18 mai 1945     | 25 octobre 1947 |
| 11 |     | Jean Médecin  | RI    | 25 octobre 1947 | 4 octobre 1958  |

## Cinquième République (depuis 1958)
| N° | Nom | Nom               | Parti                      | Début du mandat   | Fin du mandat     |
| -- | --- | ----------------- | -------------------------- | ----------------- | ----------------- |
| 11 |     | Jean Médecin      | RI                         | 4 octobre 1958    | 18 décembre 1965  |
| 13 |     | Jacques Médecin   | CR, FNRI, PR, RPR puis CNI | 11 février 1966   | 16 septembre 1990 |
| 14 |     | Honoré Bailet     | RPR                        | 26 septembre 1990 | 29 octobre 1993   |
| 15 |     | Jean-Paul Baréty  | RPR                        | 8 novembre 1993   | 25 juin 1995      |
| 16 |     | Jacques Peyrat    | DVD, RPR puis UMP          | 25 juin 1995      | 21 mars 2008      |
| 17 |     | Christian Estrosi | UMP puis LR                | 21 mars 2008      | 1er juin 2016     |
| 18 |     | Philippe Pradal   | LR                         | 1er juin 2016     | 15 mai 2017       |
| 17 |     | Christian Estrosi | LR puis LFA-Horizons       | 15 mai 2017       | en cours          |

## Odonymie
Plusieurs voies publiques de Nice ont reçu le nom de l'un de ses maires : 
- la place Masséna (André Masséna, 1801)
- la rue Jules-Gilly (Jules Gilly, 1886)
- la place et la rue Arson (Pierre-Joseph Arson, 1830-1831, consul)
- la place Général-Goiran (François Goiran, 1912-1919)
- la rue Honoré-Sauvan (Honoré Sauvan, 1896-1912 et 1919-1922)
- la place Pierre-Gautier (Pierre Gautier, 1922-1927)
- la rue Alexandre-Mari (Alexandre Mari, 1927-1928)
- l'avenue Jean-Médecin (Jean Médecin, 1928-1944 et 1947-1965)
- L'espace Jacques-Cotta (Jacques Cotta, 1945-1947)
- La rue Jacques-Médecin (Jacques Médecin, 1966-1990) anciennement rue de l'Opéra

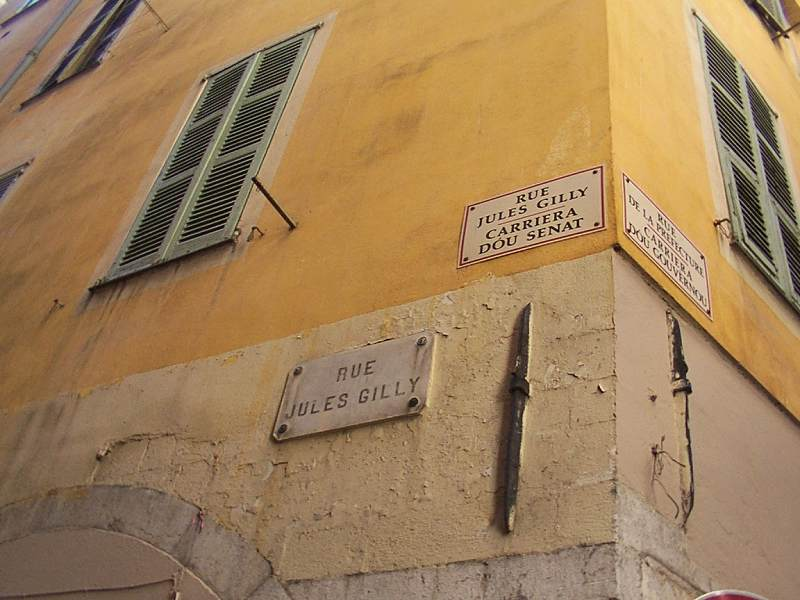
Plaque de rue de la rue Jules-Gilly.
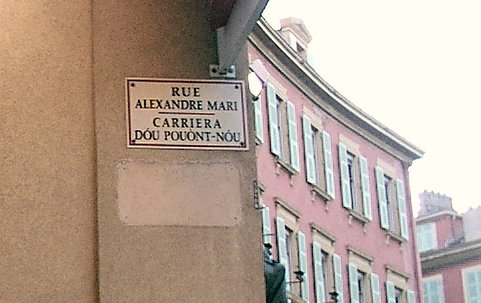
Plaque de rue de la rue Alexandre-Mari